# 中国人民解放军陆军川藏兵站部
中国人民解放军陆军川藏兵站部，位于四川省雅安市，隶属于中国人民解放军西藏军区管理。

## 沿革
中国人民解放军陆军川藏兵站部，位于四川省雅安市，隶属于中国人民解放军西藏军区管理。 川藏兵站部成立于1954年，前身为总后勤部驻重庆办事处成昌兵站，1969年1月移交成都军区后勤部后为成昌兵站部，1989年前后改为成都军区后勤部川藏兵站部。2016年军改后，成都军区撤销，川藏兵站部转隶成都军区善后办，2016年底转隶陆军，成为中国人民解放军陆军川藏兵站部，隶属于中国人民解放军西藏军区管理。

## 机构设置
- 汽车运输第三旅